# Bandiera dell'Abcasia
L'attuale bandiera dell'Abcasia è stata creata nel 1991 da V. Gamgia ed è stata adottata come bandiera nazionale dal parlamento abcaso il 23 luglio 1992. Proporzioni 3/5 (riconfermata il 10 novembre 1994 in proporzioni 1/2).

## Disegno
Il disegno nel cantone rosso richiama lo stemma del regno medievale dell'Abcasia: la mano destra aperta rappresenta la nazione abcasa, le sette stelle bianche, anche se non era nelle intenzioni originali, sono ora considerate rappresentare le sette regioni storiche dell'Abcasia: Abzhywa, Bzyp, Dal-Tsabal, Gumaa, Pskhuy-Aibga, Sadzen e Samurzaqan.
Le sette bande bianche e verdi si rifanno alla Repubblica delle Montagne del Caucaso Settentrionale, di cui l'Abcasia fece parte dopo la fine della prima guerra mondiale. Esso sono in numero di sette poiché quest'ultimo è un numero sacro per gli Abcasi e sono verdi e bianche a rappresentare la tolleranza che permette la coesistenza tra cristianesimo e islam.

## Le bandiere dell'Abcasia nella storia

La bandiera del Principato di Abcasia (1770-1864)
La bandiera della Repubblica Socialista Sovietica d'Abcasia nel 1925
La bandiera della Repubblica Socialista Sovietica Autonoma d'Abcasia nel 1978
La bandiera della Repubblica Socialista Sovietica Autonoma d'Abcasia nel 1989
Bandiera proposta per la Repubblica Autonoma Abcasa nella Georgia